# Prasinocyma bilobata
Prasinocyma bilobata là một loài bướm đêm trong họ Geometridae.